# Ардис (селевкидский военачальник)
Ардис (др.-греч. Ἃρδυς) — военачальник государства Селевкидов в последней трети III века до н. э.

## Биография
Полибий характеризовал Ардиса как «человека, испытанного в военных делах», но не указал место его рождения, что не было, как отметил Б. Бар-Кохба, характерным в отношении наёмных командиров. Возможно, Ардис, являлся македонским уроженцем самого царства Селевкидов.
В 220 году до н. э., во время сражения между преданными Антиоху III воинами и приверженцами восставшего сатрапа Молона, возглавлявший всадников Ардис находился на правом фланге селевкидской армии.
В следующем году Ардис со своими солдатами отличился во время покорения Селевкии Пиерии. Антиох разделил войско на три части, поручив Ардису и другому военачальнику Диогнету захват корабельных верфей и предместий с тем, чтобы затем сторонники царя в Селевкии смогли передать ему сам город. По замечанию Полибия, люди Ардиса действовали с наибольшей отвагой, чему способствовали и сложившиеся условия, так как именно здесь можно было с наибольшей эффективностью использовать лестницы. Поэтому пригород вскоре перешел к Ардису. Градоначальник Леонтий под давлением подкупленных Антиохом младших офицеров направил к селевкидскому царю послов для ведения переговоров с условием сохранения неприкосновенности для всех горожан и защитников города.